# Словаччина на літніх Олімпійських іграх 2016
Словаччину на літніх Олімпійських іграх 2016 представляли 51 спортсмен в 12 видах спорту.

## Медалісти
| Медалі | Спортсмени                                   | Вид спорту                      | Дисципліна                           | Дата      |
| ------ | -------------------------------------------- | ------------------------------- | ------------------------------------ | --------- |
| Золото | Ладислав Шкантар Петер Шкантар               | Веслування на байдарках і каное | слалом, каное-двійки (чоловіки)      | 11 серпня |
| Золото | Матей Тот                                    | Легка атлетика                  | ходьба на 50 км (чоловіки)           | 19 серпня |
| Срібло | Матей Бенюш                                  | Веслування на байдарках і каное | слалом, каное-одиночки (чоловіки)    | 9 серпня  |
| Срібло | Тібор Лінка Деніс Мишак Юрай Тарр Ерік Влчек | Веслування на байдарках і каное | байдарки-четвірки, 1000 м (чоловіки) | 20 серпня |

## Спортсмени
| Дисципліна                      | Чоловіки | Жінки | Разом |
| ------------------------------- | -------- | ----- | ----- |
| Стрільба з лука                 | 1        | 1     | 2     |
| Легка атлетика                  | 8        | 8     | 16    |
| Веслування на байдарках і каное | 10       | 2     | 12    |
| Велоспорт                       | 2        | 0     | 2     |
| Гімнастика                      | 0        | 1     | 1     |
| Стрільба                        | 4        | 1     | 5     |
| Плавання                        | 2        | 1     | 3     |
| Синхронне плавання              | —        | 2     | 2     |
| Настільний теніс                | 1        | 2     | 3     |
| Теніс                           | 2        | 2     | 4     |
| Тріатлон                        | 1        | 0     | 1     |
| Важка атлетика                  | 1        | 0     | 1     |
| Разом                           | 31       | 20    | 51    |

## Стрільба з лука
| Спортсмен          | Дисципліна                        | Попередній раунд | Попередній раунд | 1/32 фіналу        | 1/16 фіналу        | 1/8 фіналу         | Чвертьфінали       | Півфінали          | Фінал / БМ         | Фінал / БМ       |
| Спортсмен          | Дисципліна                        | Результат        | Сіяний           | Суперник Результат | Суперник Результат | Суперник Результат | Суперник Результат | Суперник Результат | Суперник Результат | Місце            |
| ------------------ | --------------------------------- | ---------------- | ---------------- | ------------------ | ------------------ | ------------------ | ------------------ | ------------------ | ------------------ | ---------------- |
| Борис Балаж        | індивідуальна першість (чоловіки) | 631              | 59               | Ku B-c (KOR) L 0–6 | Завершив виступ    | Завершив виступ    | Завершив виступ    | Завершив виступ    | Завершив виступ    | Завершив виступ  |
| Александра Лонгова | індивідуальна першість (жінки)    | 640              | 22               | Маджні (IND) W 7–1 | Ці Юй (CHN) L 0–6  | Завершила виступ   | Завершила виступ   | Завершила виступ   | Завершила виступ   | Завершила виступ |

## Легка атлетика
Легенда
- Note – для трекових дисциплін місце вказане лише для забігу, в якому взяв участь спортсмен
- Q = пройшов у наступне коло напряму
- q = пройшов у наступне коло за добором (для трекових дисциплін - найшвидші часи серед тих, хто не пройшов напряму; для технічних дисциплін - увійшов до визначеної кількості фіналістів за місцем якщо напряму пройшло менше спортсменів, ніж визначена кількість)
- NR = Національний рекорд
- N/A = Коло відсутнє у цій дисципліні
- Bye = спортсменові не потрібно змагатися у цьому колі
- NM = жодної успішної спроби

Трекові і шосейні дисципліни
Чоловіки
| Спортсмен     | Дисципліна        | Попередній забіг | Попередній забіг | Півфінал        | Півфінал        | Фінал           | Фінал           |
| Спортсмен     | Дисципліна        | Результат        | Місце            | Результат       | Місце           | Результат       | Місце           |
| ------------- | ----------------- | ---------------- | ---------------- | --------------- | --------------- | --------------- | --------------- |
| Йозеф Репчік  | 800 м             | 1:49.95          | 6                | Завершив виступ | Завершив виступ | Завершив виступ | Завершив виступ |
| Martin Kučera | 400 м з бар'єрами | 51.47            | 7                | Завершив виступ | Завершив виступ | Завершив виступ | Завершив виступ |
| Антон Кучмін  | ходьба на 20 км   | Н/Д              | Н/Д              | Н/Д             | Н/Д             | 1:23:17         | 32              |
| Душан Майдан  | ходьба на 50 км   | Н/Д              | Н/Д              | Н/Д             | Н/Д             | 3:58:25         | 26              |
| Мартін Тіштян | ходьба на 50 км   | Н/Д              | Н/Д              | Н/Д             | Н/Д             | DSQ             | DSQ             |
| Матей Тот     | ходьба на 50 км   | Н/Д              | Н/Д              | Н/Д             | Н/Д             | 3:40:58         | 1               |

Жінки
| Спортсменка       | Дисципліна      | Попередній забіг | Попередній забіг | Півфінал         | Півфінал         | Фінал            | Фінал            |
| Спортсменка       | Дисципліна      | Результат        | Місце            | Результат        | Місце            | Результат        | Місце            |
| ----------------- | --------------- | ---------------- | ---------------- | ---------------- | ---------------- | ---------------- | ---------------- |
| Івета Путалова    | 400 м           | 52.82            | 5                | Завершила виступ | Завершила виступ | Завершила виступ | Завершила виступ |
| Люція Клоцова     | 800 м           | 2:00.57          | 4                | Завершила виступ | Завершила виступ | Завершила виступ | Завершила виступ |
| Катаріна Берешова | Марафон         | Н/Д              | Н/Д              | Н/Д              | Н/Д              | 2:50:54          | 107              |
| Марія Чакова      | ходьба на 20 км | Н/Д              | Н/Д              | Н/Д              | Н/Д              | 1:38:29          | 48               |
| Марія Галікова    | ходьба на 20 км | Н/Д              | Н/Д              | Н/Д              | Н/Д              | 1:40:35          | 55               |

Технічні дисципліни
| Матуш Бубенік      | стрибки у висоту (чоловіки) | 2.17  | =35  | Завершив виступ  | Завершив виступ  |                  |                  |
| Марсель Ломницький | метання молота (чоловіки)   | 74.16 | 10 q | 75.97            | 5                |                  |                  |
| Jana Velďáková     | стрибки в довжину (жінки)   | 6.48  | 15   | Завершила виступ | Завершила виступ |                  |                  |
| Дана Велдакова     | потрійний стрибок (жінки)   | 13.98 | 17   | Завершила виступ | Завершила виступ | Завершила виступ | Завершила виступ |
| Мартіна Грашнова   | метання молота (жінки)      | 67.63 | 19   | Завершила виступ | Завершила виступ | Завершила виступ | Завершила виступ |

## Веслування на байдарках і каное

### Слалом
| Спортсмен                      | Дисципліна     | Попередній раунд | Попередній раунд | Попередній раунд | Попередній раунд | Попередній раунд | Попередній раунд | Півфінал | Півфінал | Фінал  | Фінал |
| Спортсмен                      | Дисципліна     | Заплив 1         | Місце            | Заплив 2         | Місце            | Кращий           | Місце            | Час      | Місце    | Час    | Місце |
| ------------------------------ | -------------- | ---------------- | ---------------- | ---------------- | ---------------- | ---------------- | ---------------- | -------- | -------- | ------ | ----- |
| Матей Бенюш                    | чоловіки К-1   | 95.05            | 2                | 96.78            | 5                | 95.05            | 6 Q              | 100.68   | 8 Q      | 95.02  | 2     |
| Ладислав Шкантар Петер Шкантар | Чоловіки's C-2 | 100.89           | 1                | 106.00           | 3                | 100.89           | 1 Q              | 110.42   | 6 Q      | 101.58 | 1     |
| Якуб Ґрігар                    | чоловіки Б-1   | 89.16            | 6                | 87.85            | 3                | 87.85            | 4 Q              | 88.84    | 1 Q      | 89.43  | 5     |
| Яна Дукатова                   | жінки Б-1      | 102.25           | 4                | 105.87           | 7                | 102.25           | 6 Q              | 106.59   | 6 Q      | 103.86 | 4     |

### Спринт
Чоловіки
| Спортсмен                                    | Дисципліна | Заїзди   | Заїзди | Півфінали | Півфінали | Фінал    | Фінал |
| Спортсмен                                    | Дисципліна | Час      | Місце  | Час       | Місце     | Час      | Місце |
| -------------------------------------------- | ---------- | -------- | ------ | --------- | --------- | -------- | ----- |
| Vincent Farkaš                               | К-1 1000 м | 4:12.295 | 5 Q    | 4:19.084  | 5 FB      | 4:04.013 | 10    |
| Петер Гелле                                  | Б-1 1000 м | 3:36.342 | 2 Q    | 3:36.193  | 3 FA      | 3:40.691 | 8     |
| Юрай Тарр Ерік Влчек                         | Б-2 1000 м | 3:24.728 | 2 Q    | 3:19.372  | 3 FA      | 3:15.916 | 8     |
| Тібор Лінка Деніс Мишак Юрай Тарр Ерік Влчек | Б-4 1000 м | 2:55.628 | 2 Q    | 2:59.362  | 1 FA      | 3:05.044 | 2     |

Жінки
| Спортсменка     | Дисципліна | Заїзди   | Заїзди | Півфінали | Півфінали | Фінал    | Фінал |
| Спортсменка     | Дисципліна | Час      | Місце  | Час       | Місце     | Час      | Місце |
| --------------- | ---------- | -------- | ------ | --------- | --------- | -------- | ----- |
| Мартіна Хохлова | Б-1 200 м  | 41.231   | 2 Q    | 41.286    | 4 FB      | 41.787   | 10    |
| Мартіна Хохлова | Б-1 500 м  | 1:53.167 | 4 Q    | 1:57.801  | 5 FB      | 1:58.211 | 13    |

Пояснення до кваліфікації: FA = Кваліфікувались до фіналу A (за медалі); FB = Кваліфікувались до фіналу B (не за медалі)

## Велоспорт

### Шосе
| Спортсмен    | Дисципліна                       | Час     | Місце |
| ------------ | -------------------------------- | ------- | ----- |
| Патрік Тібор | Групова шосейна гонка (чоловіки) | 6:30:05 | 45    |

### Маунтінбайк
| Спортсмен   | Дисципліна             | Час         | Місце |
| ----------- | ---------------------- | ----------- | ----- |
| Петер Саган | маунтінбайк (чоловіки) | LAP (1 lap) | 35    |

## Гімнастика

### Спортивна гімнастика
Жінки
| Спортсменка | Дисципліна | Кваліфікація     | Кваліфікація       | Кваліфікація | Кваліфікація | Кваліфікація | Кваліфікація | Фінал  | Фінал  | Фінал  | Фінал  | Фінал   | Фінал |                  |                  |                  |                  |                  |                  |
| Спортсменка | Дисципліна | Вправа           | Вправа             | Вправа       | Вправа       | Загалом      | Місце        | Вправа | Вправа | Вправа | Вправа | Загалом | Місце |                  |                  |                  |                  |                  |                  |
| ----------- | ---------- | ---------------- | ------------------ | ------------ | ------------ | ------------ | ------------ | ------ | ------ | ------ | ------ | ------- | ----- | ---------------- | ---------------- | ---------------- | ---------------- | ---------------- | ---------------- |
| Спортсменка | Дисципліна | Барбора Мокосова | Абсолютна першість | 13.933       | 13.800       | Загалом      | Місце        | 12.033 | 13.033 | 52.799 | 45     | Загалом | Місце | Завершила виступ | Завершила виступ | Завершила виступ | Завершила виступ | Завершила виступ | Завершила виступ |

## Стрільба
| Спортсмен       | Дисципліна                                  | Кваліфікація | Кваліфікація | Півфінал         | Півфінал         | Фінал            | Фінал            |                 |                 |
| Спортсмен       | Дисципліна                                  | Очки         | Місце        | Очки             | Місце            | Очки             | Місце            |                 |                 |
| --------------- | ------------------------------------------- | ------------ | ------------ | ---------------- | ---------------- | ---------------- | ---------------- | --------------- | --------------- |
| Павол Копп      | пневматичний пістолет, 10 метрів (чоловіки) | 569          | 38           | Н/Д              | Н/Д              | Завершив виступ  | Завершив виступ  |                 |                 |
| Павол Копп      | пістолет, 50 метрів (чоловіки)              | 556          | 7 Q          | Н/Д              | Н/Д              | 91.4             | 7                |                 |                 |
| Marián Kovačócy | трап (чоловіки)                             | 114          | 18           | Завершив виступ  | Завершив виступ  | Завершив виступ  | Завершив виступ  |                 |                 |
| Юрай Тужінський | пневматичний пістолет, 10 метрів (чоловіки) | 582          | 3 Q          | Н/Д              | Н/Д              | 159.4            | 4                |                 |                 |
| Юрай Тужінський | пістолет, 50 метрів (чоловіки)              | 541          | 33           | Н/Д              | Н/Д              | Завершив виступ  | Завершив виступ  | Завершив виступ | Завершив виступ |
| Ерік Варга      | трап (чоловіки)                             | 114          | 21           | Завершив виступ  | Завершив виступ  | Завершив виступ  | Завершив виступ  |                 |                 |
| Данка Бартекова | скит (жінки)                                | 64           | 16           | Завершила виступ | Завершила виступ | Завершила виступ | Завершила виступ |                 |                 |

Пояснення до кваліфікації: Q = Пройшов у наступне коло; q = Кваліфікувався щоб змагатись у поєдинку за бронзову медаль

## Плавання
| Спортсмен            | Дисципліна                            | Попередній заплив | Попередній заплив | Півфінал         | Півфінал         | Фінал            | Фінал            |
| Спортсмен            | Дисципліна                            | Час               | Місце             | Час              | Місце            | Час              | Місце            |
| -------------------- | ------------------------------------- | ----------------- | ----------------- | ---------------- | ---------------- | ---------------- | ---------------- |
| Томаш Клобучнік      | 100 метрів брасом (чоловіки)          | 1:02.93           | 42                | Завершив виступ  | Завершив виступ  | Завершив виступ  | Завершив виступ  |
| Ріхард Надь          | 1500 метрів вільним стилем (чоловіки) | 15:26.48          | 34                | Н/Д              | Н/Д              | Завершив виступ  | Завершив виступ  |
| Ріхард Надь          | 400 метрів комплексом (чоловіки)      | 4:13.87 NR        | 9                 | Н/Д              | Н/Д              | Завершив виступ  | Завершив виступ  |
| Ріхард Надь          | марафон 10 кілометрів (чоловіки)      | Н/Д               | Н/Д               | Н/Д              | Н/Д              | 1:53:35.4        | 20               |
| Катаріна Лістопадова | 100 метрів на спині (жінки)           | 1:01.43           | 22                | Завершила виступ | Завершила виступ | Завершила виступ | Завершила виступ |
| Катаріна Лістопадова | 100 метрів батерфляєм (жінки)         | 59.57             | 29                | Завершила виступ | Завершила виступ | Завершила виступ | Завершила виступ |

## Синхронне плавання
| Спортсменка                  | Дисципліна | Обов'язкова програма | Обов'язкова програма | Довільна програма (попередня) | Довільна програма (попередня)    | Довільна програма (попередня) | Довільна програма (фінал) | Довільна програма (фінал)        | Довільна програма (фінал) |
| Спортсменка                  | Дисципліна | Очки                 | Місце                | Очки                          | Загалом (обов'язкова + довільна) | Місце                         | Очки                      | Загалом (обов'язкова + довільна) | Місце                     |
| ---------------------------- | ---------- | -------------------- | -------------------- | ----------------------------- | -------------------------------- | ----------------------------- | ------------------------- | -------------------------------- | ------------------------- |
| Naďa Daabousová Яна Лабатова | Дуети      | 78.3607              | 22                   | 77.7000                       | 156.0607                         | 22                            | Завершила виступ          | Завершила виступ                 | Завершила виступ          |

## Настільний теніс
| Спортсмен        | Дисципліна                  | Попередній раунд   | Раунд 1            | Раунд 2            | Раунд 3            | 1/8 фіналу         | Чвертьфінали       | Півфінали          | Фінал / БМ         | Фінал / БМ       |                  |
| Спортсмен        | Дисципліна                  | Суперник Результат | Суперник Результат | Суперник Результат | Суперник Результат | Суперник Результат | Суперник Результат | Суперник Результат | Суперник Результат | Місце            |                  |
| ---------------- | --------------------------- | ------------------ | ------------------ | ------------------ | ------------------ | ------------------ | ------------------ | ------------------ | ------------------ | ---------------- | ---------------- |
| Ван Ян           | одиночний розряд (чоловіки) | Bye                | Madrid (MEX) W 4–1 | Aruna (NGR) L 1–4  | Завершив виступ    | Завершив виступ    | Завершив виступ    | Завершив виступ    | Завершив виступ    | Завершив виступ  | Завершив виступ  |
| Barbora Balážová | одиночний розряд (жінки)    | Bye                | Сільва (MEX) W 4–0 | Лі Ф (SWE) L 3–4   | Завершила виступ   | Завершила виступ   | Завершила виступ   | Завершила виступ   | Завершила виступ   | Завершила виступ | Завершила виступ |
| Eva Ódorová      | одиночний розряд (жінки)    | Bye                | Wu (USA) L 1–4     | Завершив виступ    | Завершив виступ    | Завершив виступ    | Завершив виступ    | Завершив виступ    | Завершив виступ    | Завершив виступ  |                  |

## Теніс
| Спортсмен                  | Дисципліна                  | 1/32 фіналу            | 1/16 фіналу                    | 1/8 фіналу                | Чвертьфінали       | Півфінали          | Фінал / БМ         | Фінал / БМ       |                 |
| Спортсмен                  | Дисципліна                  | Суперник Результат     | Суперник Результат             | Суперник Результат        | Суперник Результат | Суперник Результат | Суперник Результат | Місце            |                 |
| -------------------------- | --------------------------- | ---------------------- | ------------------------------ | ------------------------- | ------------------ | ------------------ | ------------------ | ---------------- | --------------- |
| Andrej Martin              | одиночний розряд (чоловіки) | Kudla (USA) W 6–0, 6–3 | Кольшрайбер (GER) W WO         | Нішікорі (JPN) L 2–6, 2–6 | Завершив виступ    | Завершив виступ    | Завершив виступ    | Завершив виступ  | Завершив виступ |
| Andrej Martin Igor Zelenay | Парний розряд (чоловіки)    | Н/Д                    | Elias / Sousa (POR) L 4–6, 2–6 | Завершив виступ           | Завершив виступ    | Завершив виступ    | Завершив виступ    | Завершив виступ  |                 |
| Анна Кароліна Шмідлова     | одиночний розряд (жінки)    | Вінчі (ITA) W 7–5, 6–4 | Макарова (RUS) L 6–3, 4–6, 2–6 | Завершила виступ          | Завершила виступ   | Завершила виступ   | Завершила виступ   | Завершила виступ |                 |

## Тріатлон
| Спортсмен    | Дисципліна | Плавання, 1,5 км | Перехід 1 | Велосипед, 40 км | Перехід 2 | Біг, 10 км | Загалом Time | Місце |
| ------------ | ---------- | ---------------- | --------- | ---------------- | --------- | ---------- | ------------ | ----- |
| Ріхард Варга | чоловіки   | 17:18            | 0:49      | 55:10            | 0:34      | 34:06      | 1:47:17      | 11    |

## Важка атлетика
| Спортсмен     | Категорія               | Ривок     | Ривок | Поштовх   | Поштовх | Загалом | Місце |
| Спортсмен     | Категорія               | Результат | Місце | Результат | Місце   | Загалом | Місце |
| ------------- | ----------------------- | --------- | ----- | --------- | ------- | ------- | ----- |
| Ондрей Кружел | понад 105 кг (чоловіки) | 165       | =21   | 206       | 18      | 371     | 18    |